# Usambaraveilchen
Das Usambaraveilchen ist eine Pflanzenart innerhalb der Familie der Gesneriengewächse (Gesneriaceae). Der Ursprung der reinen botanischen Art (Saintpaulia ionantha) liegt in den Usambara-Bergen in Tansania, wo sie endemisch auch noch vereinzelt wild zu finden ist.
Das Kultur-Usambaraveilchen stammt von den wilden Arten und Unterarten ab. Der Namensteil „Veilchen“ bezieht sich darauf, dass es zuerst violette, also veilchenfarbene, Saintpaulia gab; mit der Gattung Veilchen (Viola) ist das Usambaraveilchen dagegen nicht näher verwandt.

## Beschreibung
Heute gibt es neun Unterarten, die sich jeweils in einem Komplex von Merkmalen unterscheiden. Übergangsformen in Überlappungsgebieten erschweren die Differenzierung. Weitgehend gemeinsame Merkmale sind:

### Vegetative Merkmale der Wildformen

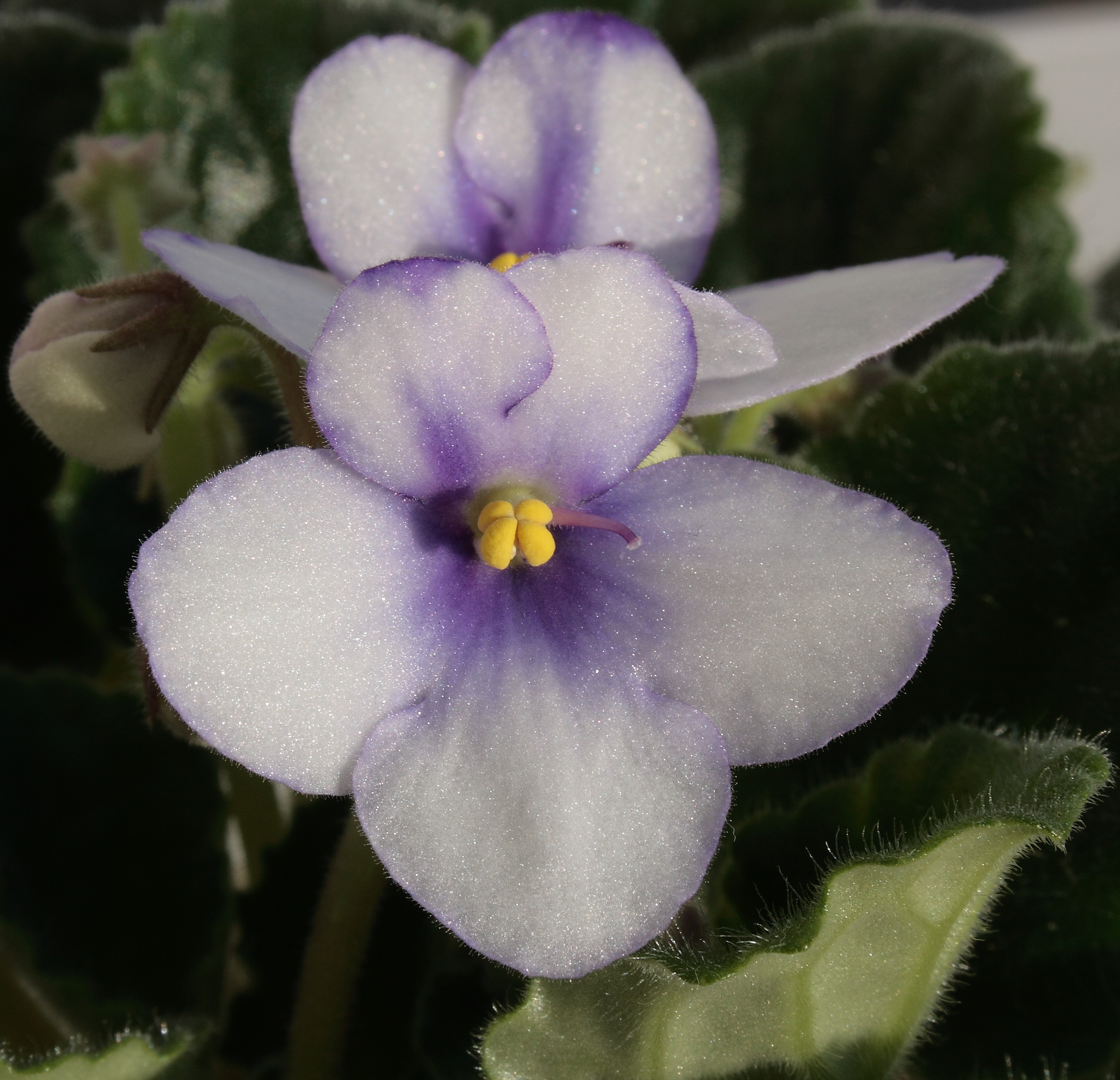
Leicht zygomorphe Blüte.

Bei den Wildformen von Saintpaulia ionantha handelt es sich um tropische, immergrüne, ausdauernde krautige Pflanzen. Sie gedeihen in der Krautschicht im Schatten der Wälder oder an feuchten Felsen. Sie wächst rosettenförmig bis kriechend stängelbildend (caulescent). Der anfangs behaarte Stängel ist gestaucht, kurz und robust oder schlanker und bis 20 cm lang; manchmal ist er verzweigt.
Die meist in Rosetten angeordneten sowie in Blattstiel und Blattspreite gegliederten Laubblätter sind fleischig bis sehr dünn und hellgrün bis purpurrot. Der meist 3 bis 15 (1 bis 24) cm lange Blattstiel besitzt lange und/oder kurze Haare, die unterschiedlich abstehend bis angedrückt sein können. Die Blattspreite ist mit einer Länge von 1,7 bis 12,5 cm und einer Breite von 1,5 bis 9,5 cm eiförmig, (länglich-)elliptisch oder kreisförmig mit einer herzförmigen Basis, manchmal ist sie asymmetrisch; es sind vier bis sieben Paare Seitennerven vorhanden. Die Blattränder sind mehr oder weniger wellenförmig, (wellenförmig-)gesägt oder fast glatt. Die Blattoberseite besitzt je nach Unterart eine sehr unterschiedliche Behaarung.

### Generative Merkmale der Wildformen
Seitenständig auf einem 1,5 bis 10 (bis 15) cm langen, behaarten Blütenstandsschaft befindet sich ein, manchmal verzweigter Blütenstand mit ein bis zwölf Blüten. Die behaarten Blütenstiele sind 7 bis 36 mm lang. Die behaarten Tragblätter sind lineal bis verkehrt-lanzettlich und 1 bis 7,5 mm lang. Die fünfzähligen, zwittrigen, leicht zygomorphen Blüten sind ebenfalls meist leicht behaart mit doppelter Blütenhülle (Perianth). Die fünf Kelchblätter sind an ihrer Basis verwachsen mit lanzettlichen Kelchlappen, die während der Blütezeit 1,5 bis 4 (bis 6) mm lang sind und bis zur Fruchtreife sich etwas vergrößern; ihre Außenseite ist unterschiedlich behaart. Die Farbe der Kronblätter ist bei den Unterarten unterschiedlich. Die fünf außen und an den Rändern unterschiedlich behaarten Kronblätter sind zu einer (1,2 bis) 1,5 bis 3 mm langen Röhre verwachsen. Es sind zwei Kronlippen ausgebildet. Die obere Kronlippe ist 5 bis 12 mm lang mit (länglich-)gerundeten, 3 bis 9 mm langen und breiten Kronlappen. Die untere Kronlippe ist 6,5 bis 19,5 mm lang  mit (länglich-)gerundeten bis etwa verkehrt-eiförmigen, 4 bis 12,5 mm lang und 4 bis 14 mm breiten Kronlappen. Bei Wildformen sind nur zwei Staubblätter fertil. Die robusten, großen Staubbeutel sind nierenförmig und leuchtend gelb. Die abgeflachten Staubfäden sind meist 2,5 bis 3,5 (2 bis 4) mm lang. Die Theka sind (1,3 bis) 1,7 bis 2,7 mm lang. Die zwei bis drei Staminodien sind winzig. Der eiförmige bis konische Fruchtknoten ist 1 bis 3,5 mm lang und behaart. Der 3 bis 7,5 mm lang Griffel endet in einer leicht zweilappigen Narbe, die einen Durchmesser von 0,3 bis 0,6 (bis 0,9) mm aufweist und papillös ist.
Die mit einer Länge von 7 bis 30 mm und einem Durchmesser von 1,5 bis 5 mm breit eiförmige bis schmal zylindrische Kapselfrucht besitzt eine unterschiedlich stark behaarte Oberfläche und einen mehr oder weniger gut erkennbaren Griffel. Die nur 0,4 bis 0,65 mm langen Samen sind warzig mit longitudinalen Kämmen.

### Abweichende Merkmale der Kulturformen
Kultur-Usambaraveilchen sind in allen Merkmalen größer. Die immergrünen, ausdauernden krautigen Pflanzen sind nicht winterhart. Die Blätter stehen in Rosetten, die je nach Sorte Wuchshöhen und Pflanzendurchmesser von ungefähr 10 bis 20 cm erreichen. Die Usambaraveilchen-Sorten können ganzjährig blühen. Die Blütenstände enthalten mehr Blüten als bei Wildformen. Die Blütenkronblätter sind je nach Sorte glattrandig oder gefranst. Es wurden auch gefüllt blühende Sorten gezüchtet. Bei den Sorten reicht die Palette der Farben der Kronblätter von den verschiedenen Blautönen über rosa und weiß bis rotviolett; es gibt ein- oder mehrfarbige Blüten. Bei Kulturformen können mehr als zwei bis alle fünf Staubblätter fertil sein.

## Systematik
Die Taxonomie hat sich nach Nishii et al. 2015 geändert. Hier noch die seither veraltete Taxonomie:
Saintpaulia ionantha wurde 1893 durch Hermann Wendland in Gartenflora, 42, 321 , Tafel 1391, fig. 66 als Typusart der Gattung Saintpaulia erstveröffentlicht. Das Artepitheton ionantha bedeutet „veilchenblütig“ und bezieht sich auf die Farbe. Die Originalbeschreibung von Saintpaulia ionantha wurde von lebenden aus Samen, die von Saint-Paul-Illaire geschickt wurden, kultivierten Exemplaren erstellt. Es ist kein Herbarmaterial der Typusaufsammlung erhalten geblieben. Diese Samen wurden von zwei Standorten gesammelt, die heute die Originalstandorte der beiden Unterarten Saintpaulia ionantha subsp. ionantha und Saintpaulia ionantha subsp. grotei sind. Besonders bei dieser Gattung weicht Herbarmaterial in vielen Merkmalen, besonders da die Behaarung nicht mehr gleich gut erhalten ist, von lebenden Exemplaren ab. Dies zeigt wie schwierig es aus historischen Gründen ist und bleibt sich mit dieser Art wissenschaftlich zu beschäftigen.
Eine Reihe früherer Saintpaulia-Arten aus Tansania werden heute als Unterarten oder Varietät von Saintpaulia ionantha eingestuft:
- Saintpaulia ionantha H.Wendl. subsp. ionantha (Syn.: Petrocosmea ionantha (H Wendl.) Rodigas, Saintpaulia ionantha var. albescens Bedd. nom. nud., Saintpaulia ionantha var. purpurea Bedd. nom. nud., Saintpaulia ionantha var. violacea Bedd. nom. nud., Saintpaulia kewensis C.B.Clarke in Dyer, Saintpaulia tongwensis B.L.Burtt)
- Saintpaulia ionantha subsp. grandifolia (B.L.Burtt) I.Darbysh. in Beentje, H.J. & Ghazanfar, S.A. (Syn.: Saintpaulia grandifolia B.L.Burtt)
- Saintpaulia ionantha subsp. grotei (englisch) I.Darbysh. in Beentje, H.J. & Ghazanfar, S.A. (Syn.: Saintpaulia grotei Engl., Saintpaulia amaniensis E.Roberts, Saintpaulia confusa B.L.Burtt, Saintpaulia difficilis B.L.Burtt, Saintpaulia diplotricha sensu Burtt, excl. type, Saintpaulia magungensis E.Roberts, Saintpaulia magungensis var. minima B.L.Burtt)
- Saintpaulia ionantha subsp. mafiensis I.Darbysh. in Beentje, H.J. & Ghazanfar, S.A.
- Saintpaulia ionantha subsp. occidentalis (B.L.Burtt) I.Darbysh. in Beentje, H.J. & Ghazanfar, S.A. (Syn.: Saintpaulia magungensis var. occidentalis B.L.Burtt)
- Saintpaulia ionantha subsp. orbicularis (B.L.Burtt) I.Darbysh. in Beentje, H.J. & Ghazanfar, S.A. (Syn.: Saintpaulia orbicularis B.L.Burtt, Saintpaulia orbicularis var. purpurea B.L.Burtt)
- Saintpaulia ionantha subsp. pendula (B.L.Burtt) I.Darbysh. in Beentje, H.J. & Ghazanfar, S.A. (Syn.: Saintpaulia pendula B.L. Burtt, Saintpaulia intermedia B.L.Burtt, Saintpaulia pendula var. kizarae B.L.Burtt)
- Saintpaulia ionantha subsp. velutina (B.L.Burtt) I.Darbysh. in Beentje, H.J. & Ghazanfar, S.A. (Syn.: Saintpaulia velutina B.L.Burtt)
- Saintpaulia ionantha var. diplotricha (B.L.Burtt) I.Darbysh. in Beentje, H.J. & Ghazanfar, S.A. (Syn.: Saintpaulia diplotricha B.L.Burtt)

Aus einigen dieser Unterarten und Varietäten, aber auch unter Beteiligung weiterer Arten (beispielsweise  Saintpaulia confusa) wurden die Saintpaulia ionantha-Hybriden gezüchtet.

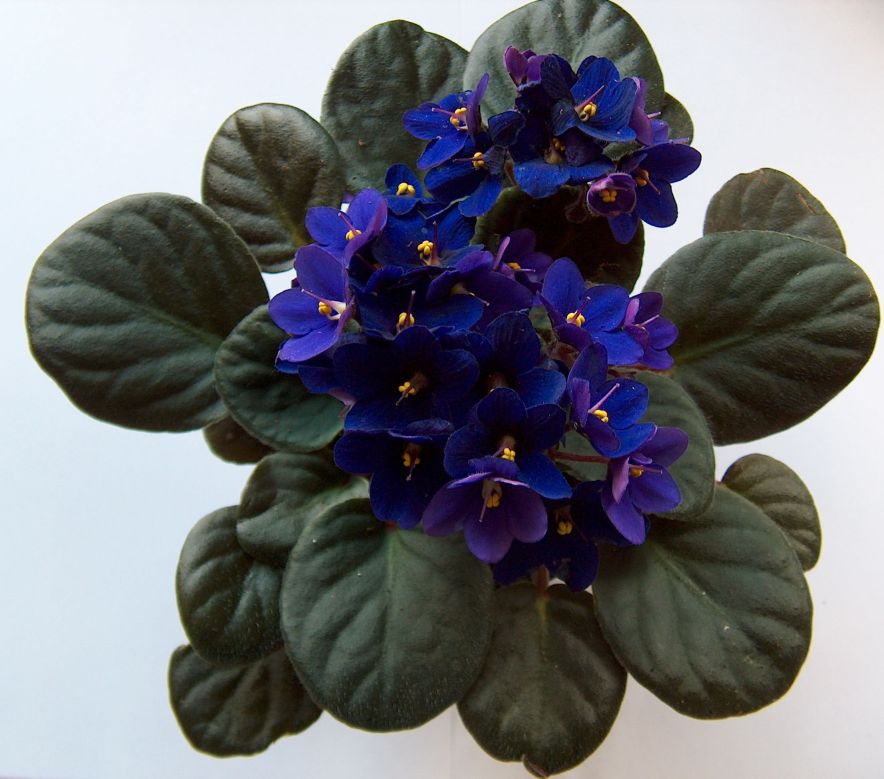
Sorte in dunklem Blau

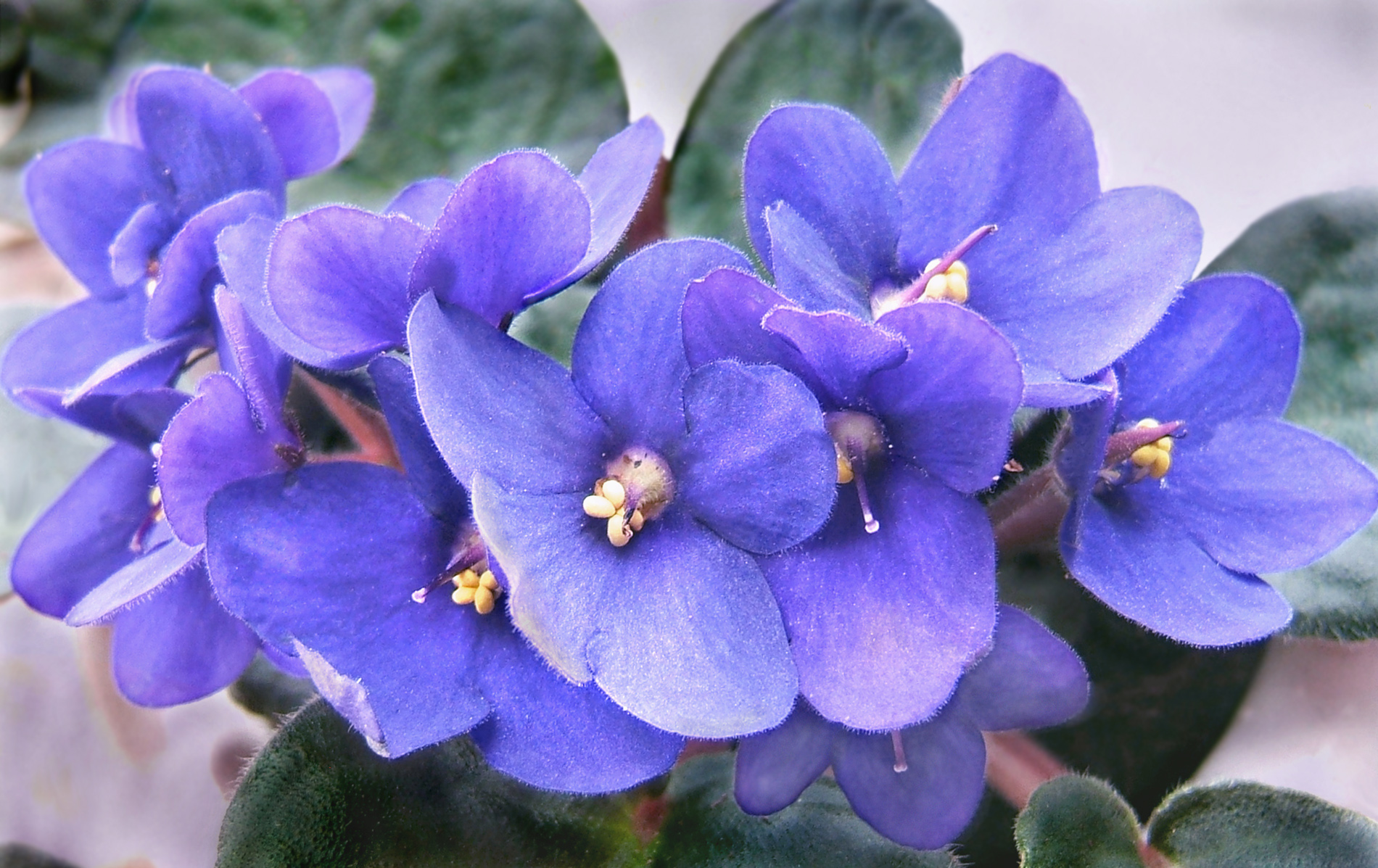
In hellem Blau blühende Sorte

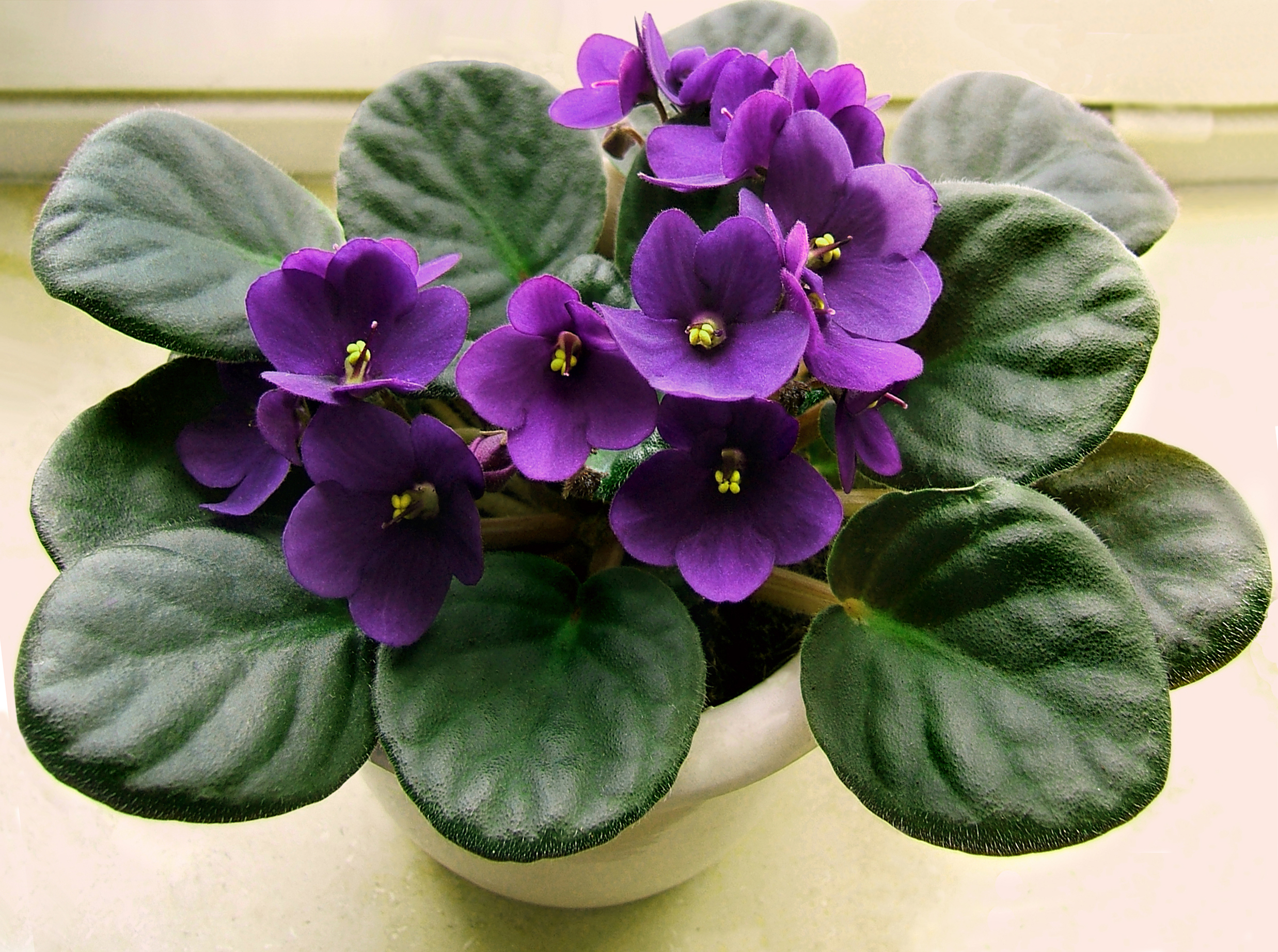
Purpurviolette Sorte

## Usambaraveilchen-Hybriden (Saintpaulia-ionantha-Hybriden)

### Kultur im Erwerbsbetrieb
Meist spezialisierte Zierpflanzenbaubetriebe kultivieren Usambaraveilchen-Hybriden in großen Mengen.
Die Vermehrung erfolgt meistens über Stecklinge. Man wählt besonders schöne gesunde Exemplare als Mutterpflanzen aus. Man kann die Mutterpflanzen etwa zwei Jahre verwenden. Die Temperatur stellt man ganzjährig auf 20 bis 25 °C ein. Um ganzjährig Stecklinge zu gewinnen, gibt man ein Zusatzlicht von 40 Watt pro m² von Mitte Oktober bis Ende Februar. Etwa alle vier Wochen können Blattstecklinge entnommen werden. Es werden Blattstecklinge auf eine Stiellänge von zwei bis drei cm geschnitten. Die Blattstecklinge werden schuppenförmig übereinander in ein nährstoffarmes Torfsandgemisch gesteckt. Die Bewurzelungsdauer beträgt drei bis vier Wochen. Nach etwa sechs Wochen erscheinen die Adventivtriebe.
Es gibt auch die Möglichkeit einer Aussaat. 1 g Samen hat 25.000 Korn, das Tausendkorngewicht ist 0,2 g. Es sind Lichtkeimer. Bei einer Temperatur von 20 bis 25 °C beträgt die Keimdauer nur fünf Tage.
Vom Stecken des Blattes bis zum pikierfähigen Austrieb vergehen drei Monate. An einem Blattsteckling bilden sich meistens mehrere Adventivtriebe. Diese werden auseinandergerissen und einzeln pikiert.
Im Sommer muss schattiert werden. Die Kulturzeit kann durch Assimilationslicht im Winter verkürzt werden. Getopft werden Pflanzen für normale Größen in 8 bis 9 cm große Töpfe, für Großpflanzen in 10 bis 11 cm große Töpfe, und für Minipflanzen in 6 bis 7 cm große Töpfe. Es soll nicht zu locker getopft werden, wobei der Vegetationspunkt etwas tiefer als der Topfrand positioniert wird, damit die Blätter später am Topfrand aufliegen und wichtig ist, dass das Herz der Pflanzen nicht mit Erde bedeckt wird. Getopft wird in mittelstark gedüngtes Substrat. Die Weiterkultur erfolgt bei 22 bis 24 °C. Es wird wöchentlich flüssig nachgedüngt. Wichtig ist, dass auch das Gießwasser nicht kälter als 20 °C ist, bewässert wird am besten über Anstau. Der Endstand beträgt 35 bis 45 pro Pflanzen m².
Die Kulturdauer beträgt vom Eintopfen bis zum Verkauf im Sommer etwa drei Monate, im Winter einen Monat länger. Auch bei der Vermarktung und beim Transport dürfen 10 °C nicht unterschritten werden.

### Sorten-Auswahl
Es gibt eine sehr große Menge an Sorten. Allein in den USA sind über 2000 Sorten registriert; dort sind sie als „African Violet“ eine der beliebtesten blühenden Zimmerpflanzen. Mitglieder einer Pflanzengesellschaft beschäftigen sich mit ihren Sorten.
| Sortengruppen verschiedene Farben - 'Diana' - 'Roulette' - 'Stardance' - 'Rhapsodie' - 'Rokoko' - 'Optimara' - 'International Plant Breeding (IPB)' | Blaue Sorten - 'Artus' - 'Blue' - 'Dany' - 'Eva' - 'Keiko' - 'Kristel' - 'Luzem' - 'Maiko' - 'Miho' - 'Marianne' - 'Meta' - 'Marta' - 'Moondust' - 'Moonshadow' - 'Prinz' - 'Ritali' - 'Sparkle' - 'Ulli' - 'Yochi' - 'Zenith' - 'Zoja' - 'La Saint' | Rosa Sorten - 'Anna' - 'Baroness' - 'Duchess' - 'Heidi' - 'Laser' - 'Liminous' - 'Lisa' - 'Mina' - 'Maki' - 'Prinzess' - 'Saku' - 'Stardust' - 'Sunbeam' - 'Sunburst' - 'Vienna' | Rote Sorten - 'Akira' - 'Bordeaux' - 'Burdino' - 'Erika' - 'Fireball' - 'Gleam' - 'Halo' - 'Kerstin' - 'Majestic' - 'Solar' - 'Visera' - 'Honeysuckle Rose' | Weiße Sorten - 'Comet' - 'Lunar' - 'Pax' - 'Kazuko' | Bunte Sorten - 'Billy' - 'Capri' - 'Chris' - 'Chiko' - 'Chimera' - 'Eclipse' - 'Emi' - 'Hisako' - 'Jessica' - 'Mari' - 'Merlin' - 'Picasso' - 'Sarah' - 'Starlight' - 'Susi' - 'Teen Thunder' - 'Twinkle' - 'Twi'lek' |

## Trivia
Die 123. Folge der Tatort-Reihe von 1981 trägt den Titel „Usambaraveilchen“.